# Zeche Albert III
Die Zeche Albert III war eine Kleinzeche im Bochumer Stadtteil Stiepel. Das Bergwerk war von 1950 bis 1955 als Stollenzeche in Betrieb.
Am 30. Mai 1950 erfolgte die Inbetriebnahme des Stollens an der Kemnader Straße. Im Jahr 1951 wurden mit 28 Bergleuten 7.860 Tonnen Steinkohle gefördert. Zwei Jahre später, im Jahr 1953, stieg die Förderung auf 15.218 Tonnen Steinkohle an. Diese Förderung wurde mit nur 29 Bergleuten erbracht. Im Jahr 1955 wurde das Bergwerk umbenannt in Zeche Küper-Kaeseberg.